# Бутиа, Алма
Алма Бутиа (хорв. Alma Butia; 9 февраля 1929, Teharje, Целе — 20 февраля 2019) — югославская легкоатлетка, специалистка по бегу на короткие дистанции. Выступала за сборную Югославии по лёгкой атлетике в 1940-х и 1950-х годах, многократная победительница национальных чемпионатов, рекордсменка страны, участница летних Олимпийских игр в Лондоне.

## Биография
Алма Бутиа родилась 9 февраля 1929 года в поселении Техарье недалеко от города Целе, Словения.
Училась в средней школе в Целе и с раннего детства занималась бегом, была членом Сокольского движения. После Второй мировой войны состояла в легкоатлетической секции физкультурно-спортивного общества в Техарье — уже тогда выделялась среди сверстниц, показывая достаточно высокие результаты. Так, в июле 1946 года она стала чемпионкой округа Целе в беге на 60 метров, в то время как в беге на 200 метров помимо выигранной золотой медали установила рекорд Словении — 28,2 секунды. Позже в беге на 100 метров взяла бронзу на чемпионате Югославии в Любляне, повторила рекорд Словении в данной дисциплине — 13,1 секунды.
В 1947 году перешла в физкультурно-спортивное общество «Кладивар», проходила подготовку в Целе под руководством тренера Федора Градишника. В это время стала лучшей словенской бегуньей на дистанциях 100 и 200 метров, а также в программе эстафеты 4 × 100 метров. Затем в тех же дисциплинах победила на чемпионате Югославии (за исключением эстафеты, в которой заняла второе место). Продолжила сезон успешным выступлением на Балканских играх в Бухаресте — в беге на 100 метров завоевала золотую медаль, установив при этом новый рекорд Югославии и балканских стран — 12,8 секунды. Помимо этого, с рекордом Югославии 51,6 стала серебряной призёркой в эстафете 4 × 100 метров. Ей покорились национальные рекорды в беге на 60 метров (8,0), в эстафете на 4 × 60 метров (32,0) и в беге на 200 метров (26,8).
Начиная с 1948 года постоянно проживала в Загребе, училась на медицинском факультете в местном университете и состояла в спортивном обществе «Младост», где была подопечной тренера Жарко Сусича. Благодаря череде удачных выступлений удостоилась права защищать честь страны на летних Олимпийских играх в Лондоне — стартовала здесь на дистанциях 100 и 200 метров, но в обоих случаях не смогла преодолеть предварительные квалификационные забеги.
Впоследствии оставалась действующей спортсменкой вплоть до 1955 года, неоднократно становилась чемпионкой страны в различных спринтерских дисциплинах, обновляла национальные рекорды, в общей сложности 13 раз вызывалась в легкоатлетическую команду Югославии для участия в международных матчевых встречах.
После завершения спортивной карьеры продолжала вести активный образ жизни, проявила себя как спортивный функционер, в частности руководила медицинской службой на соревнованиях по лёгкой атлетике во время летней Универсиады в Загребе.
Сообщалось, что некоторое время Бутиа являлась последней из ныне живущих спортсменок Хорватии, участвовавшей в Олимпиаде в Лондоне.
Умерла 20 февраля 2019 года в возрасте 90 лет.